# Duomo di Alba
La cattedrale di San Lorenzo è il principale luogo di culto cattolico di Alba, chiesa madre dell'omonima diocesi.
L'edificio, consacrato a San Lorenzo, presenta una notevole serie di somiglianze estetico-architettoniche con il coevo Duomo di Chieri: tali somiglianze sono reperibili in parte nella struttura di scuola romanica-gotica, ma soprattutto nelle decorazioni interne; si vedano, per esempio, le decorazioni a bande orizzontali delle pareti e dei pilastri, gli stessi pilastri lobati, il colore blu delle volte a crociera.

## Storia

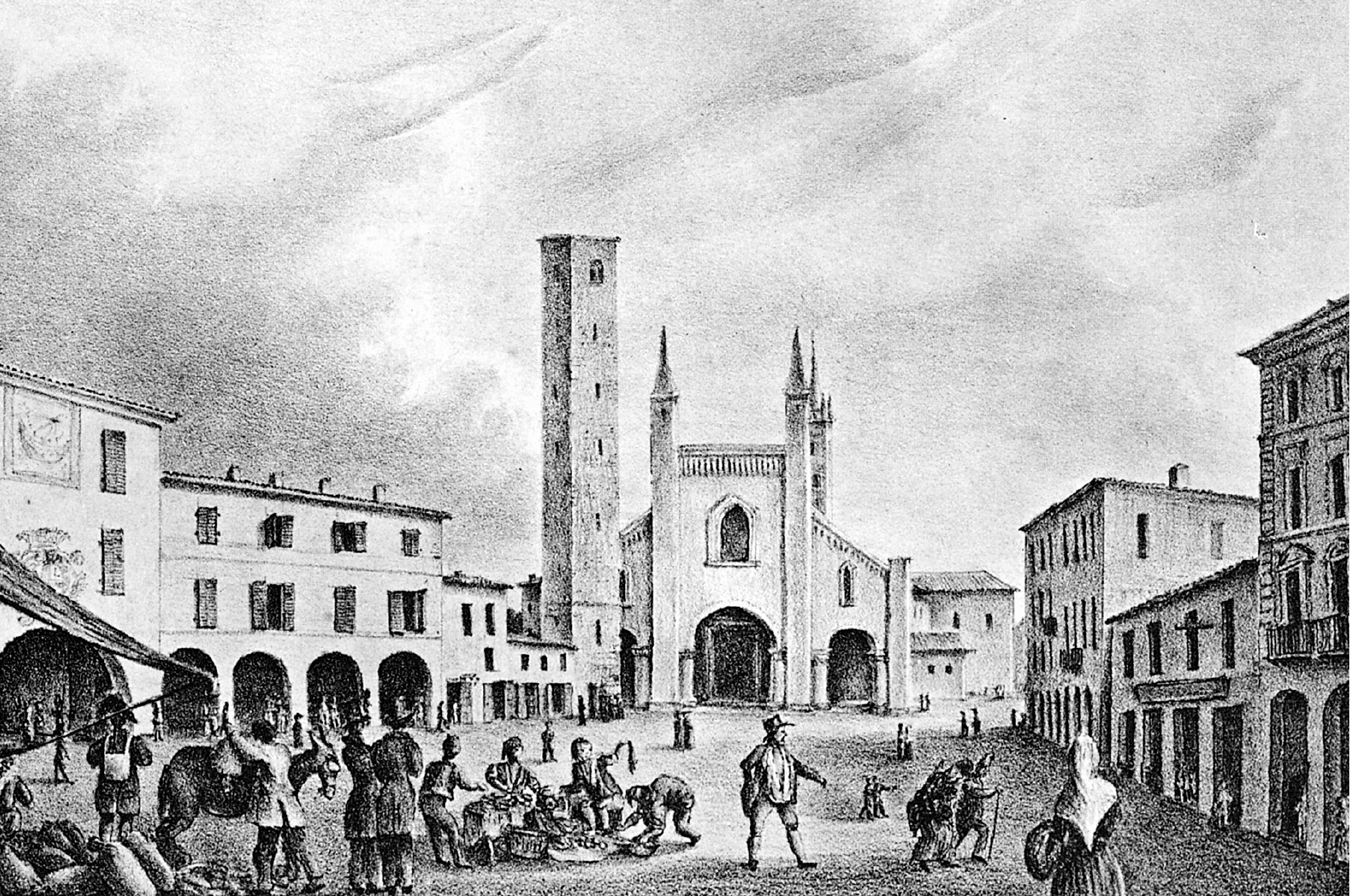
Veduta del Duomo nel 1839 in una illustrazione di Clemente Rovere

L'attuale cattedrale di San Lorenzo fu costruita tra il 1486 e il 1517 per volere del vescovo di Alba Andrea Novelli: prendendo possesso della diocesi, nel 1483, aveva notato lo stato di forte degrado in cui versava la cattedrale e ne promosse la ricostruzione. Dell'antica chiesa, già esistente nell'XI secolo, furono mantenuti soltanto il campanile, i tre portali e il portico della facciata e la cripta; le altre parti, pericolanti, vennero abbattute.
Nel 1577 e nel 1584, la cattedrale ha ricevuto la visita apostolica del vescovo di Bergamo Gerolamo Regazzoni prima, poi dell'arcivescovo di Amalfi Giulio Rossino; entrambi indicarono degli interventi da fare necessariamente per adeguare la chiesa, ed in particolare il suo presbiterio, ai dettami del Concilio di Trento. Nel 1626, in seguito a due terremoti, crolla la volta a crociera della navata centrale, che viene sostituita nel 1652.
Nel corso dei secoli XVIII e XIX, la cattedrale fu oggetto di restauri di consolidamento e dotata di nuovi altari e cappelle, fra cui l'altare dedicato a san Teobaldo e quello del Santissimo Sacramento.
Tra il 1867 e il 1872 avviene l'ultima riplasmazione dell'edificio su progetto del vercellese Edoardo Arborio Mella, con la direzione dei lavori affidata all'architetto albese Giorgio Busca e poi all'ingegner Giuseppe Ferria per il completamento della facciata nel 1878.
Nel 1870, al posto della monofora centrale, viene aperto un grande rosone circolare.
A partire dal 1871, viene realizzato, da diversi artisti, l'apparato decorativo ad affresco delle volte e delle pareti.
Tra il 2007 e il 2009, è stato realizzato il nuovo presbiterio ai piedi della scalinata che conduce a quello antico.

## Descrizione

### Esterno

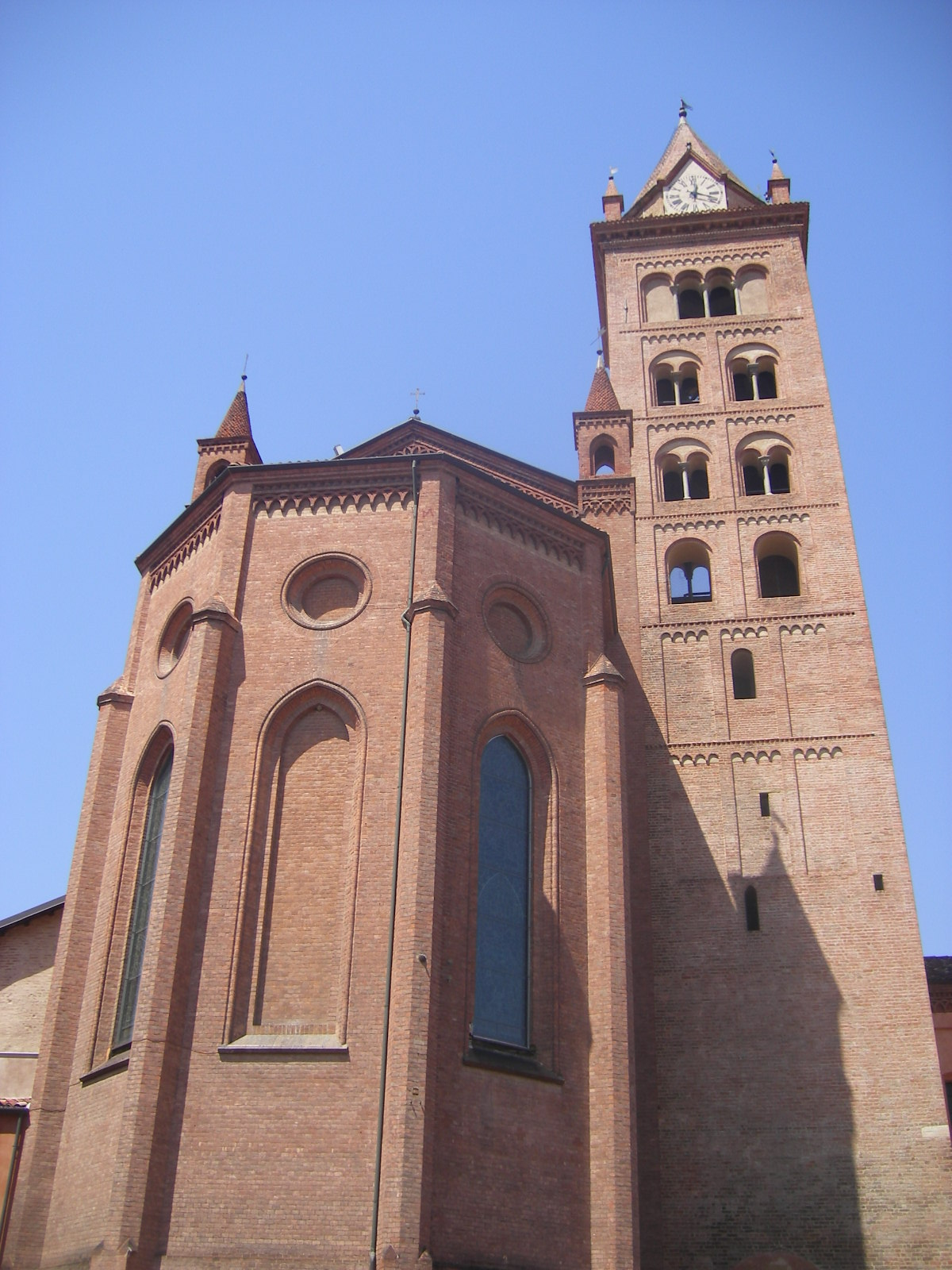
Esterno dell'abside e campanile

La cattedrale di San Lorenzo sorge nel centro storico di Alba, in piazza Risorgimento.
L'imponente edificio in stile gotico è caratterizzato di mattoncini rossi del paramento murario. Prospetta sulla piazza con l'alta facciata a salienti, suddivisa in tre sezioni da pilastri a pianta quadrata in corrispondenza delle tre navate interne. Nella parte inferiore, la facciata presenta il pronao, con arcate a sesto acuto. Mentre nelle due sezioni laterali si aprono due monofore gotiche gemelle, in quella centrale vi è l'ampio rosone circolare, del 1870.
La facciata è decorata da quattro bassorilievi raffiguranti i simboli dei quattro evangelisti (1878): da sinistra, nell'ordine tradizionale, l'angelo di Matteo, il leone di Marco, il bue di Luca e l'aquila di Giovanni, di Carlo Dusio; è interessante notare che le iniziali dei quattro simboli evangelici compongono in questa sequenza proprio il nome ALBA. Al disotto del rosone, invece, vi è una statua di San Lorenzo Martire (1878) dello scultore milanese Luigi Cocchio.
Alla sinistra dell'abside, vi è l'alta torre campanaria, risalente al XIII secolo e modificata nel 1477. In essa si aprono quattro ordini di finestre: dal basso, un ordine di monofore, due ordini bifore e un ordine di quadrifore (soltanto le due aperture centrali, però, sono aperte). La copertura è tramite una cuspide in mattoni a pianta ottagonale.
In stile gotico - lombardo ha subito parecchie rimaneggiamenti che ne hanno alterato l'impianto originale.

### Interno

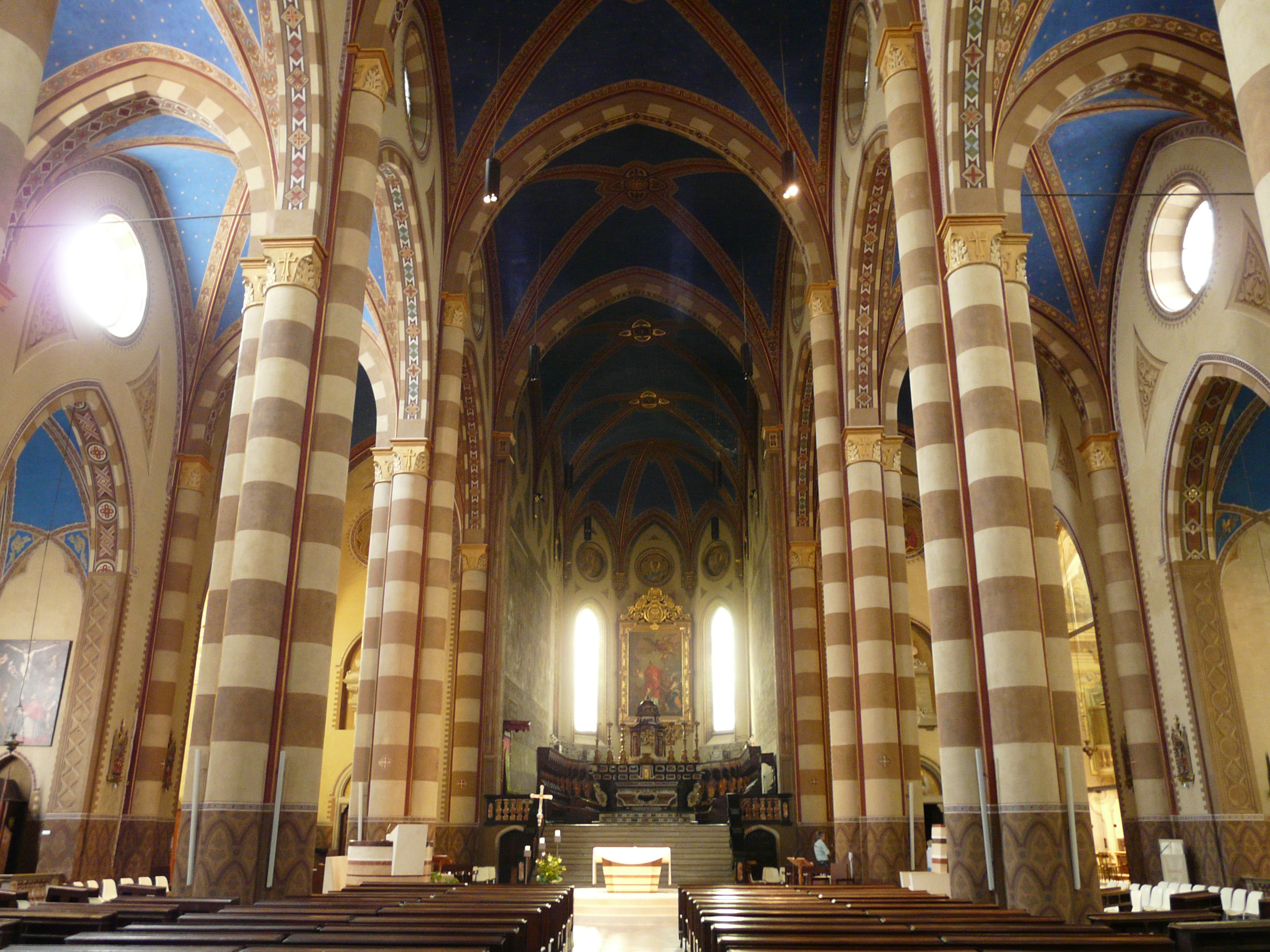
Interno

L'interno della chiesa è scandito in tre alte navate di quattro campate ciascuna, con profondo transetto in corrispondenza della quarta campata. Le navate, coperte con volte a crociera dipinte a cielo stellato (1870) da Carlo Costa, sono suddivise da arcate a sesto acuto poggianti su pilastri polistili bicromatici.
Lungo le navate laterali, si aprono sei cappelle, tre per lato. La prima a destra è la cappella del Santo Crocifisso, con altare di Edoardo Arborio Mella in stile neogotico e alle pareti il Transito di San Giuseppe (XVIII secolo), e la Madonna con il Bambino, i Santi Filippo Neri e Grato (XVIII secolo), attribuito a Pietro Paolo Operti.
La seconda è quella della Madonna del Sacro Cuore con altare neogotico, statua della Madonna e alle pareti i dipinti San Palemone abate (1827) e Sant'Eugenio papa (1840) di Agostino Cottolengo.
La terza è dedicata alla Sacra Famiglia con la pala SS. Trinità e la Sacra Famiglia (1875) probabilmente di Cesare Rossi, e ai lati Madonna della Consolata e Gesù crocifisso.
Nella navata sinistra, la prima è il battistero, con fonte battesimale (2007) in marmo scuro realizzato su disegno dell'architetto Ugo Della Piana (1991) e tela Battesimo di Gesù del pittore Claudio Francesco Beaumont.
La seconda, dedicata alla Madonna del Rosario, ha la pala Madonna con Bambino con ai piedi S. Domenico di Guzman e S. Caterina da Siena (1888) di Enrico Reffo e alle pareti Madonna addolorata, Cristo morto e Santi (1770) di Giovanni Pirri e S. Luca che ritrae la Madonna con Bambino tra angeli attribuita a Sebastiano Taricco.
La terza, dedicata a San Bovo, presenta una pala di San Bovo (1872) di Luigi Morgari, e nelle pareti S. Bovo, S. Teobaldo, S. Carlo Borromeo, S. Rocco ai piedi del crocifisso (1860) e S. Antonio abate (1591) di Ambrogio Oliva.
Nel transetto si aprono due profonde cappelle (1486-1516), quella di destra dedicata al SS. Sacramento e quella di sinistra a S. Teobaldo. Nella prima, pala d'altare con Elia profeta e S. Eligio in adorazione della Madonna del Carmelo (1746), le tele Profeta Elia destato e nutrito dall'angelo e Olocausto del Profeta Elia e l'affresco nella volta Rapimento del Profeta Elia, tutte opere del pittore Francesco Antonio Cuniberti e ancora la tela Il martirio di S. Donato vescovo di Arezzo. Nella seconda, che contiene un altare (1514-1517) di Antonio Carloni costituito dalla mensa, da una predella, dalla pala e dalla cimasa (1760), gli affreschi Gloria dei Santi Tutelari di Alba (1760) di Michel Antonio Millocco nella volta e alle pareti, San Teobaldo che invoca la Trinità a protezione della città (XVII secolo), Il miracolo di San Teobaldo (1761) sempre del Millocco, SS. Trinità che incorona la Vergine Maria e due Santi (XVII secolo) e i Santi tutelari di Alba che intervengono per proteggere la città assediata (1761), ancora del Millocco.

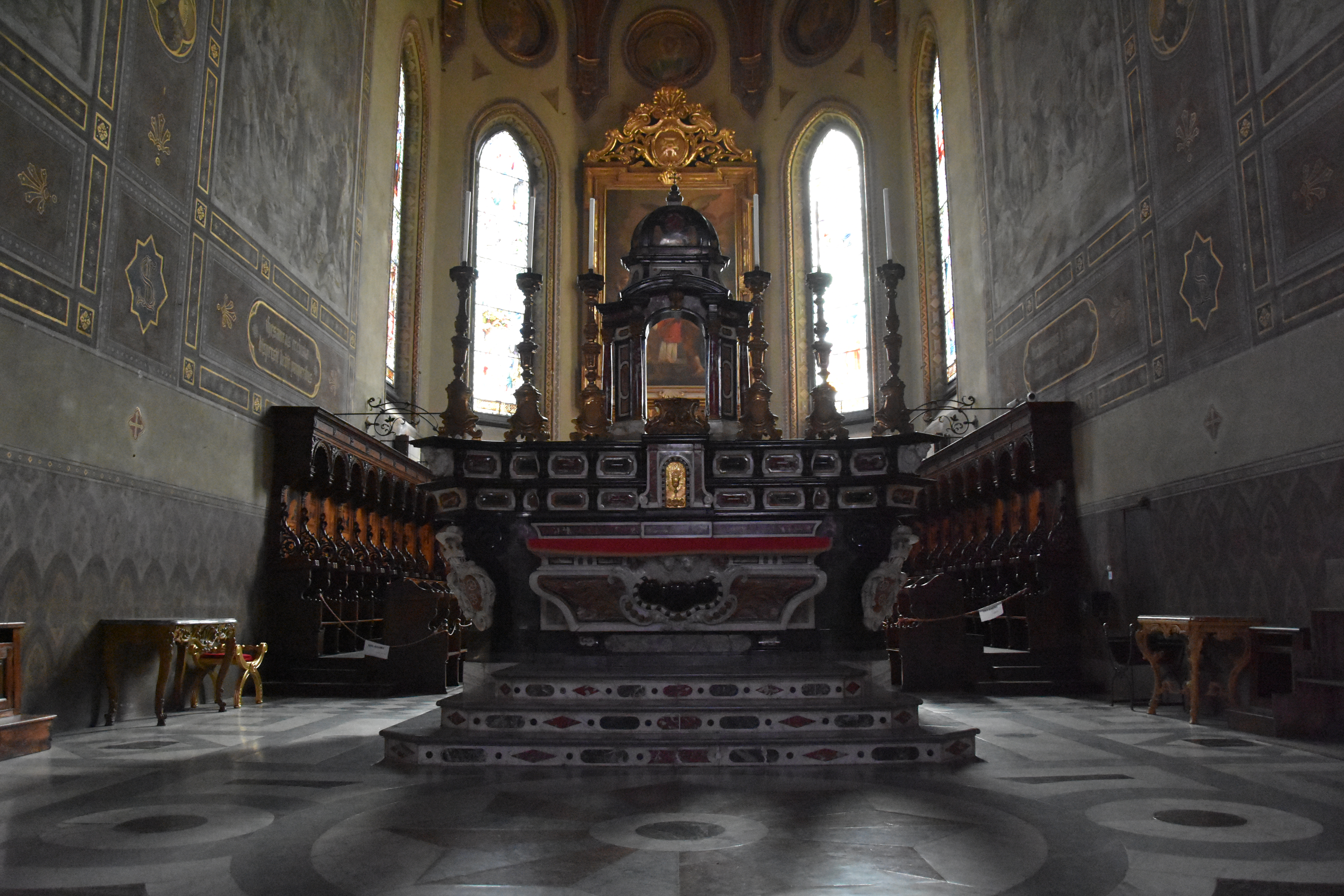
Altare maggiore e zona absidale

Nell'abside maggiore sopraelevato, si trova un altare barocco (1712) realizzato da Giuseppe Gaggini con una pala dedicata a S. Lorenzo (1766) del pittore Claudio Francesco Beaumont e alle pareti quattro affreschi monocromi a encausto con Episodi della vita di San Lorenzo (1871) di Luigi Cherubino Hartman. Sulla sinistra, la cattedra vescovile (1712) con baldacchino.
Fra le opere più importanti custodite nella chiesa, vi è la Lastra tombale del vescovo Andrea Novelli, opera dello scultore Antonio Carloni.
Nella terza campata della navata centrale, ai piedi della scalinata che conduce al presbiterio tridentino, rialzato rispetto al resto della chiesa per la presenza della sottostante cripta, vi è il nuovo presbiterio, realizzato fra il 2007 e il 2009 per volere dell'allora vescovo di Alba Sebastiano Dho. In stile moderno, è costituito dall'altare a pianta quadrata, affiancato a sinistra dall'ambone e a destra dalla nuova cattedra.
In sagrestia grandi armati barocchi del Settecento e l'elegante bassorilievo policromo Madonna con Bambino, San Giovanni Battista e San Giovanni Apostolo (1507) del pittore comasco Giovanni Lorenzo Sormani.

### Il coro
Ai lati dell'altare maggiore dell'abside, vi è il coro ligneo (1512) di Bernardino da Fossano che il vescovo Andrea Novelli gli aveva commissionato per rinnovare i decori interni del duomo. Il coro è un'opera di ebanisteria costituito da trentacinque scanni intarsiati, disposti a semicerchio su due file. Al centro è presente lo stallo episcopale, sormontato dal baldacchino e fiancheggiato da vari stalli minori (17 per parte). Sui baldacchini e sui dossali di alcuni stalli minori scorre un motivo decorativo che rappresenta l'immagine di un castello. L'elegante voluta, che separa i sedili l'uno dall'altro, ha, invece, dei motivi vegetali che si sviluppano a partire dal posa braccio. I dossali degli stalli più esterni, racchiusi da una cornice con motivi geometrici sono di pregio. Nei dossali si alternano due tipologie di soggetti: gli scorci urbani e gli oggetti della liturgia. Lungo il semicerchio, trentacinque raffigurazioni, tutte diverse tra loro, richiamano disegni prospettici della tradizione rinascimentale. Bernardino usa per gli intarsi legni differenti, in modo da creare delicate sfumature cromatiche dalle tonalità calde. Nelle raffigurazioni si notano strumenti musicali, libri rilegati, oggetti di culto, il calice rovesciato, i simboli della Passione, coppe ricolme di frutta, paesi arroccati su colline.